# Fogarassy András
Fogarassy András (Budapest, 1966. február 18. –) magyar színművész, rendező, színigazgató.

## Életpályája
1966-ban született. Gimnáziumi évei után a Nemzeti Színház stúdiójában tanult. 1986–1989 között a Színház- és Filmművészeti Főiskola hallgatója volt. Diplomaszerzése után játszott a Népszínházban, a Budapesti Kamaraszínházban, 1992-től a Honvéd Együttesben, 1995-től a Pécsi Nemzeti Színházban és 1997-től a szekszárdi Német Színházban. 2002-ben megalapította saját színházát Fogi Színház néven, amely később Budapesti Bulvárszínház néven működött. A vándortársulat 2016-tól Pesti Művész Színház néven működik tovább.
Felesége Fogarassy Bernadett, gyermekük Fogarassy Gergő, szintén színészettel foglalkoznak. Valamint Fogarassy Dávid is foglalkozott színészettel.

## Színpadi szerepeiből
- Friedrich Dürrenmatt: A nagy Romulus... Caesar Rupf
- Georges Feydeau: Bolha a fülbe... Lucien Homenides De Histangue
- Brandon Thomas: Charley nénje... Charley Wykeham
- Dario Fo: Nem fiztünk, nem fizetünk!... Luigi
- Illyés Gyula: A kegyenc... Valentianus
- Szirmai Albert – Bakonyi Károly – Gábor Andor: Mágnás Miska... Miska
- Kálmán Imre: Csárdáskirálynő... Bóni
- Kálmán Imre: A montmantre-i ibolya... Henry Murger
- Békeffi István – Fényes Szabolcs: Rigó Jancsi... Ficsúr
- Csukás István: Süsü a sárkány... Süsü
- Bálint Ágnes – Bor Viktor – Lénárt László: Frakk, a macskák réme... Frakk

## Rendezéseiből
- Vaszary Gábor: Ki a hunyó? – avagy Bubus
- Szirmai Albert: Mágnás Miska
- Huszka Jenő: Mária főhadnagy
- Csík Csaba: Meghívás egy gyilkos vacsorára

## Filmes és televíziós szerepei
- Kisváros (1997)